# 이현진 (축구 선수)
이현진(李炫珍, 1984년 5월 15일 ~ )은 대한민국의 전 축구 선수이다.

## 클럽 경력

### 수원 삼성 블루윙즈
2005년 고려대학교에 재학하던 중 수원 삼성 블루윙즈에 입단하였다. 수원 팬들은 그의 장점인 빠른 스피드로 공격진에 활력을 불어넣어 줄 것이라 예상하였다. 입단 첫 해에 정규 리그에서 9경기에 출전하였고, 1도움을 기록했다. 2006년에 11경기에 출전했고, 2007년에 9경기에 출전하였고, 한 골을 기록했다. 그러나 2008년에는 컵대회에서만 두 경기, 2009년에는 정규 리그에서 단지 2경기 출전에 그쳤다. 그러나 2010 시즌, 차범근 감독이 6월 중 사퇴하고 윤성효로 사령탑이 바뀐 이후, 주로 교체 요원으로 출전하여 3골 1도움을 기록했고, 포스코컵에서 FC 서울의 김진규의 자책골을 유도해냈다.

### 제주 유나이티드
2013년 2월 26일 자유계약 신분이 되자 제주 유나이티드로 이적했다. 그 해 정규리그 7경기 출전했다.

### 차이낫 FC
2014년 초 차이낫 FC로 이적했다.